# المیقاش
ال-میقاش یک منطقهٔ مسکونی در یمن است که در استان صنعا واقع شده‌است.